# Orestia coiffaiti
Orestia coiffaiti là một loài bọ cánh cứng trong họ Chrysomelidae. Loài này được Doguet miêu tả khoa học năm 1990.